# 허서홍
허서홍(許瑞烘, 1977년 ~ )은 (주)GS 부사장을 맡고 있는 대한민국의 기업인이다. GS그룹 오너 일가 4세이다. 대일외고와 서울대 서양사학과를 졸업한 후 미국 스탠퍼드 대학교대학원 MBA를 거친 뒤 GS에너지에 입사, 전무로 승진했다. 현재는 (주)GS 미래사업팀 부사장으로 역임 중이다.

## 가족
증조할아버지는 LG그룹 공동창업주 효주(曉州) 허만정(許萬正, 1897-1952)이다. 
증조할머니는 진주 초계 정씨로 참봉(參奉) 정연기(鄭演祈)의 딸이다.
할아버지는 허만정의 장남으로, 삼성그룹 공동창업주이자 삼양통상 창업주 및 명예회장인 허정구이다.
할머니는 할아버지 허정구의 보성전문학교 법과 선배인 이석련(李錫璉, 1895-1952)의 딸 여주 이씨로 경주 양동 회재 이언적의 후손이다.
아버지는 허정구와 여주이씨의 삼남으로 GS건설 회장인 허광수이다.
어머니는 김동조 전 외무부 장관의 딸 언양 김씨다.
부인은 중앙일보 회장 홍석현의 딸인 남양 홍씨다.

## 학력
- 대일외고
- 서울대학교 서양사학과 학사
- 미국 스탠퍼드 대학교대학원 MBA

## 경력
- 삼양인터내셔널 사내이사
- GS ITM 사내이사
- 2015년 GS에너지 상무
- 2019년 GS에너지 전무
- 2020년 1월 ~ 2023년 12월 (주)GS 미래사업팀장, 부사장
- 2024년 1월 ~ 2024년 12월 GS리테일 경영전략SU장, 부사장
- 2025년 1월 ~ GS리테일 대표이사